# Roncevaux
Pour les articles homonymes, voir Roncevaux (homonymie).
Roncevaux (espagnol : Roncesvalles, basque : Orreaga), est une commune de la comarque d'Auñamendi, en Navarre, dans le nord de l'Espagne.
Roncevaux est aussi le nom du principal village de cette commune. Il compte quelques maisons groupées autour d'un monastère dont la fondation remonte au XIIe siècle. Ce monastère comprenait une hôtellerie pour les pèlerins se rendant à Saint-Jacques-de-Compostelle. Aujourd'hui, ce village des Pyrénées est aussi doté d'une église et d'un musée.
Roncevaux est connu dans l'histoire par la bataille de Roncevaux. C'est là que l'arrière-garde de l'armée de Charlemagne, au retour d'une expédition à Pampelune, fut détruite le 15 août 778 par un guet-apens vascon au cours duquel plusieurs personnalités du royaume franc furent tuées, dont le comte Roland. L'histoire est relatée par le moine Eginhard dans la Vita Karoli Magni (chapitre IX), mais a surtout été édulcorée dans la Chanson de Roland, une des plus célèbres chansons de geste, composée au XIe siècle, dont le personnage principal est le chevalier Roland, et qui fait notamment porter la responsabilité de l'attaque aux Sarrasins. Un mémorial célèbre aujourd'hui le fameux paladin dans la commune.

## Localités limitrophes
- Le col d'Ibañeta et Luzaide-Valcarlos au nord,
- Auritz-Burguete au sud (premier village de la comarque nommée alors Burgo de Roncesvalles),
- Orbaitzeta à l'est.

## Géographie
Le col de Roncevaux, situé à une cinquantaine de kilomètres au nord de Pampelune, correspond à l'ancien passage axial d'Ibañeta à 1 066 m d'altitude, voie de passage naturel utilisée depuis la préhistoire pour accéder à la péninsule Ibérique.
Le point culminant de cette commune est le mont Ortzanzurieta avec ses 1 567 m.

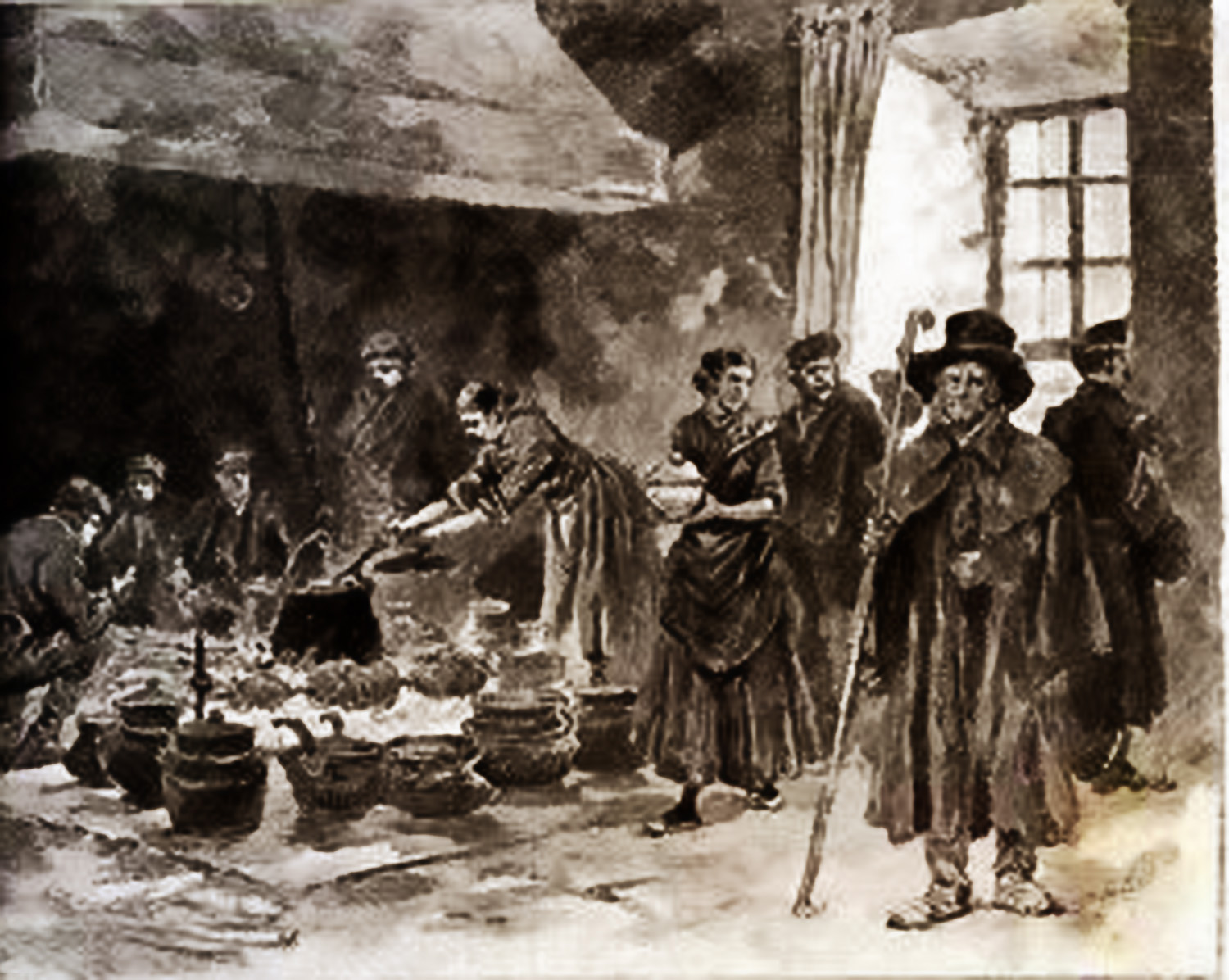
Cuisine de la posada de Roncevaux au milieu de XIXe siècle

La légendaire brèche de Roland se trouve beaucoup plus à l'est dans les Pyrénées centrales, au-dessus du cirque de Gavarnie, dans le département des Hautes-Pyrénées.
Le Pas de Roland se trouve beaucoup plus au nord, sur la commune d'Itxassou dans le département des Pyrénées-Atlantiques, le long de la Nive.
Les pèlerins de Saint-Jacques trouvaient des maisons et institutions religieuses à Roncevaux pour les accueillir, au pied d'Ibañeta, où se déroula vraisemblablement la bataille contre les Carolingiens ; l'arrière-garde de l'armée de Charlemagne y fut battue et mise en déroute par les Vascons.
Au fil du temps, le village continue d'être une étape fondamentale pour les pèlerins du chemin de Saint-Jacques. Le Camino navarro, prélude du Camino francés y passe, en venant d'Ibañeta. C'est le même chemin que parcourut Aimery Picaud au XIIe siècle, en direction d'Obanos, près de Puente la Reina (Navarre), où il est rejoint par un autre itinéraire venant du Somport via Huesca (Aragon), connu comme le Camino aragonés.

## Toponymie

### Le toponyme Roncesvalles

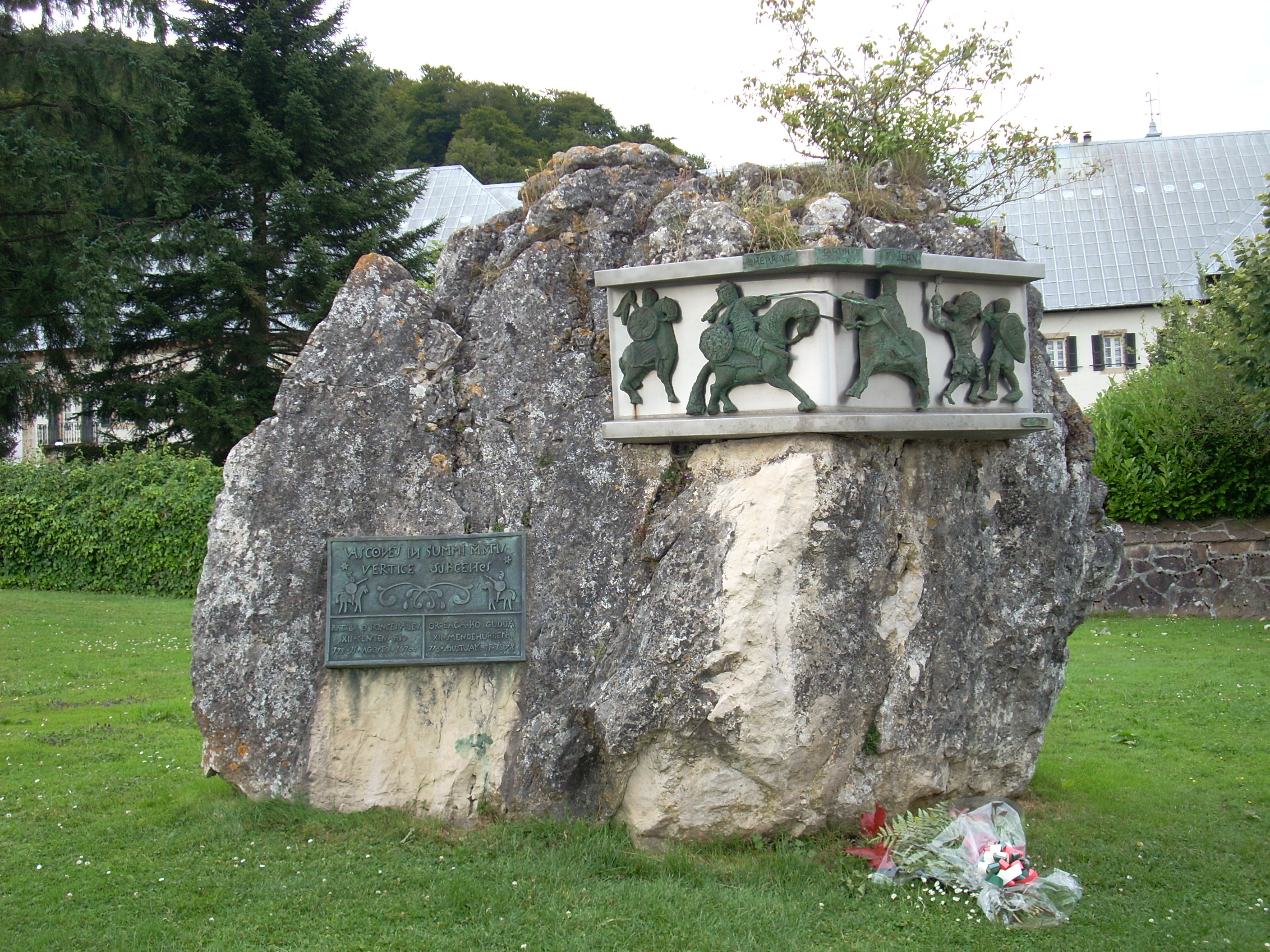
Roncevaux, mémorial de Roland.

Traditionnellement le toponyme Roncesvalles était traduit par « vallée d'aubépines », et le nom en basque se base sur cette interprétation : Orreaga « lieu de genévriers », c’est probablement la corruption de l'ancien toponyme « Orierriaga ». D'autres théories donnent comme origine le toponyme « Erro-zabal », la « plaine d'Erro », la vallée à laquelle Roncesvalles fut associée pendant plusieurs siècles.
Les successifs mouvements de pèlerins ont fini par franciser le nom : Rozabal, Ronzaval, Roncesvals, et enfin Roncevaux. Sans doute l'influence française est-elle aussi la conséquence du tragique souvenir de l'échec de l'armée de Charlemagne en 778.
Néanmoins, le nom de Roncevaux faisait originairement référence à la petite plaine ; puis, depuis le XIIe siècle, à la commune d'origine de l'actuelle Auritz-Burguete.
Quelques décennies plus tard, après la fondation de l'Église Collégiale, on a dû différencier la commune et l'hôpital. La première, connue comme « Bourg de Roncevaux » ou même « Roncevaux » pendant le Moyen Âge, et a finalement dû être connue par le toponyme « Burguete » (le « petit bourg »), à cause de sa taille. Bien qu'il ait été fondé plus tard, l'hôpital s'est approprié le vieux toponyme.

## Histoire

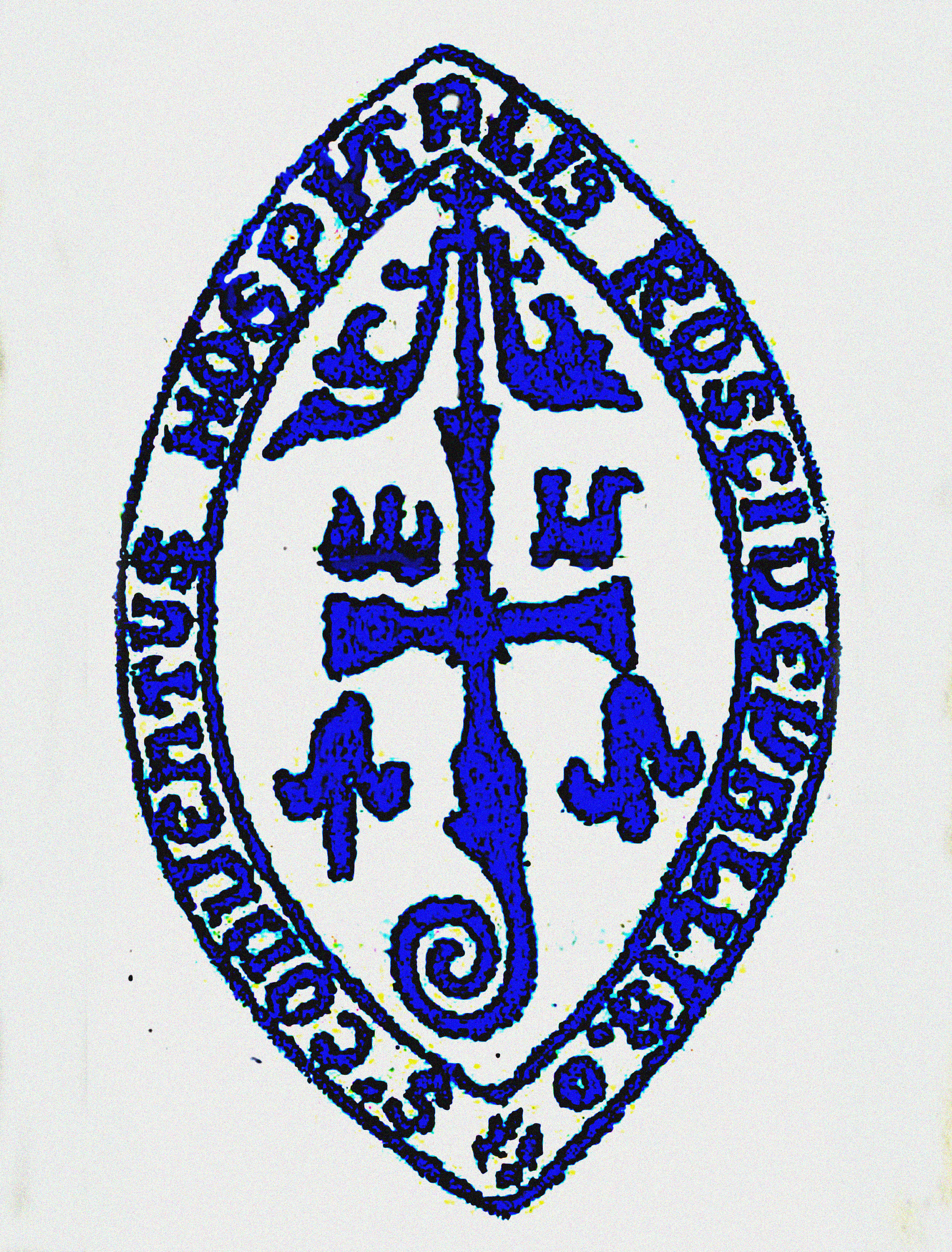
Cachet de passage à Roncevaux délivré par les hospitaliers pour les pèlerins de Compostelle

#### La Real colegiata de Santa Maria

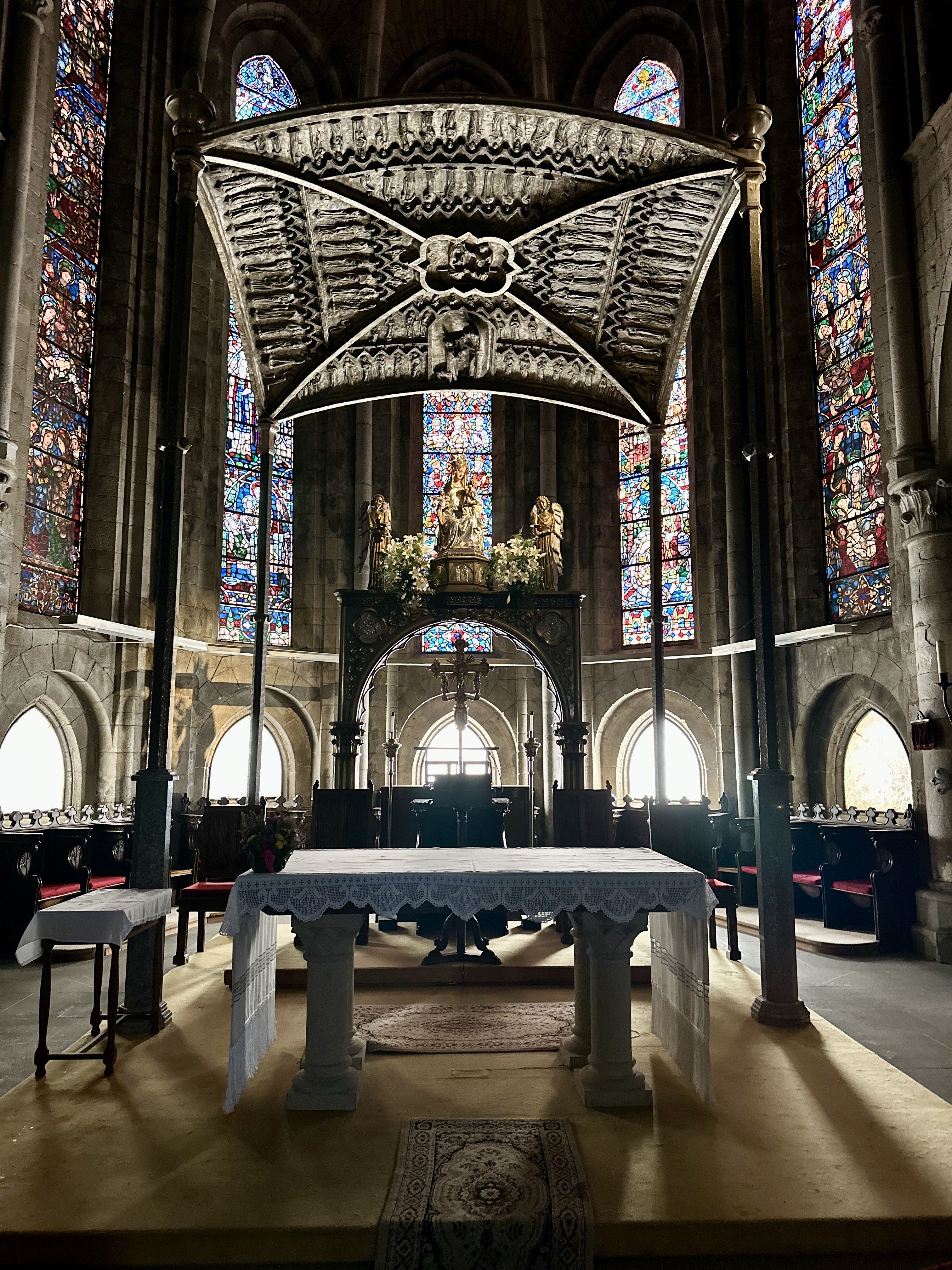
Intérieur de l'église de Santa María la Real

#### La Cruz de los Peregrinos

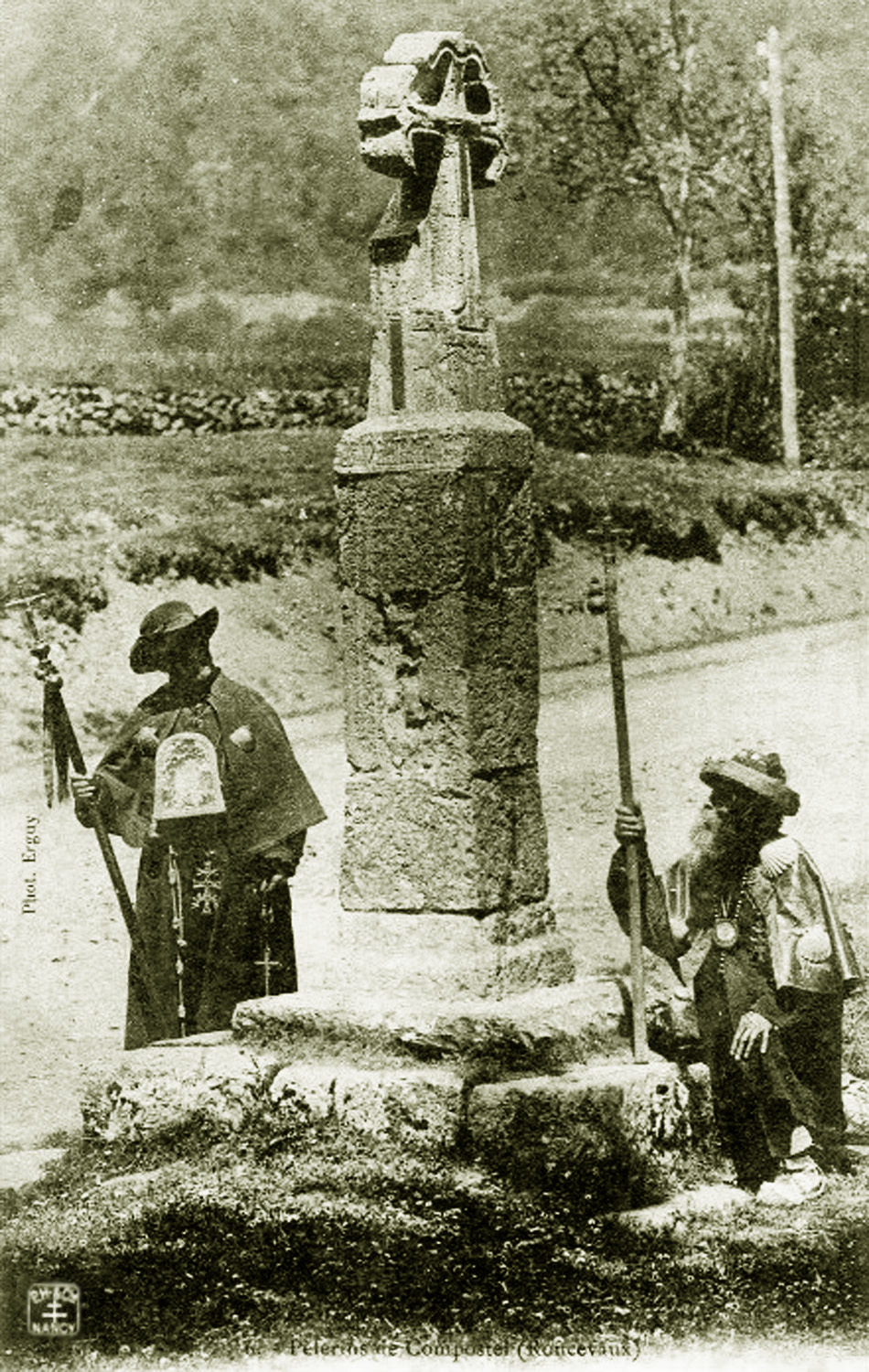
Croix des pèlerins de Compostelle.

#### Musée de la Collégiale

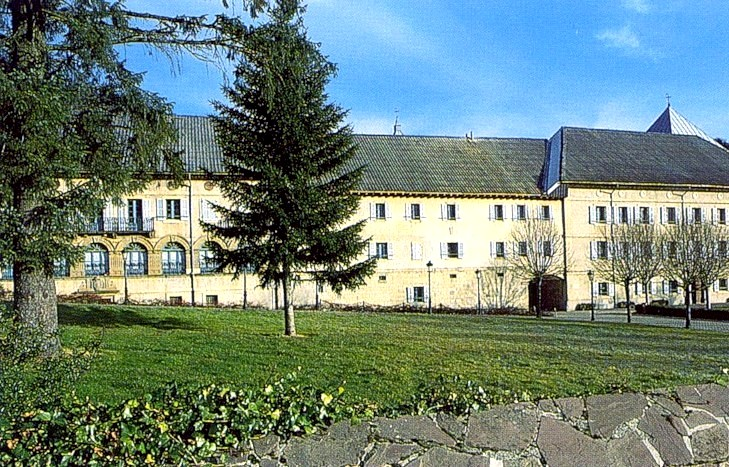
La collégiale.
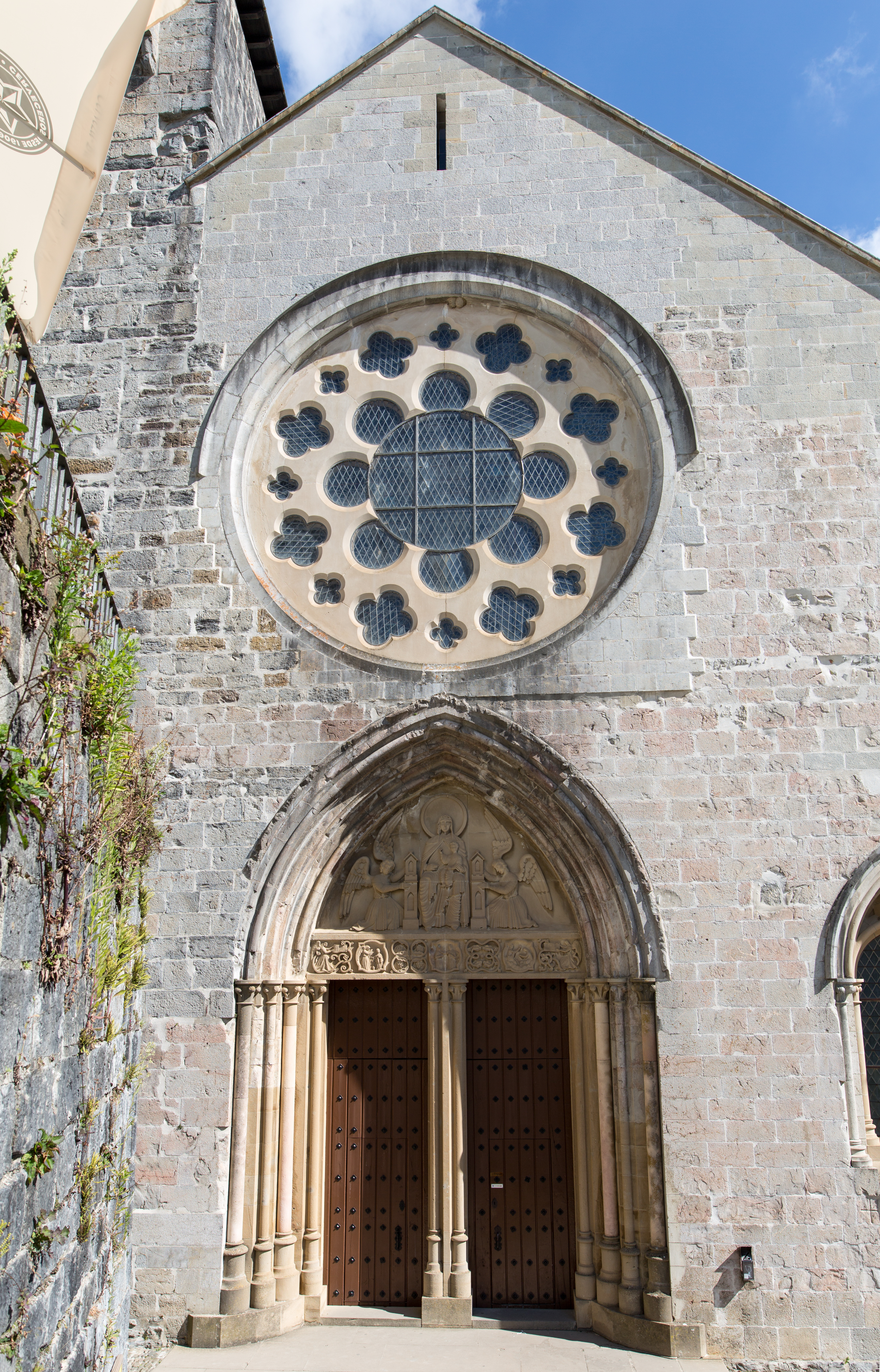
Le portail
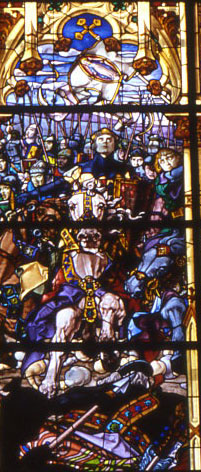
Sanche Le Fort
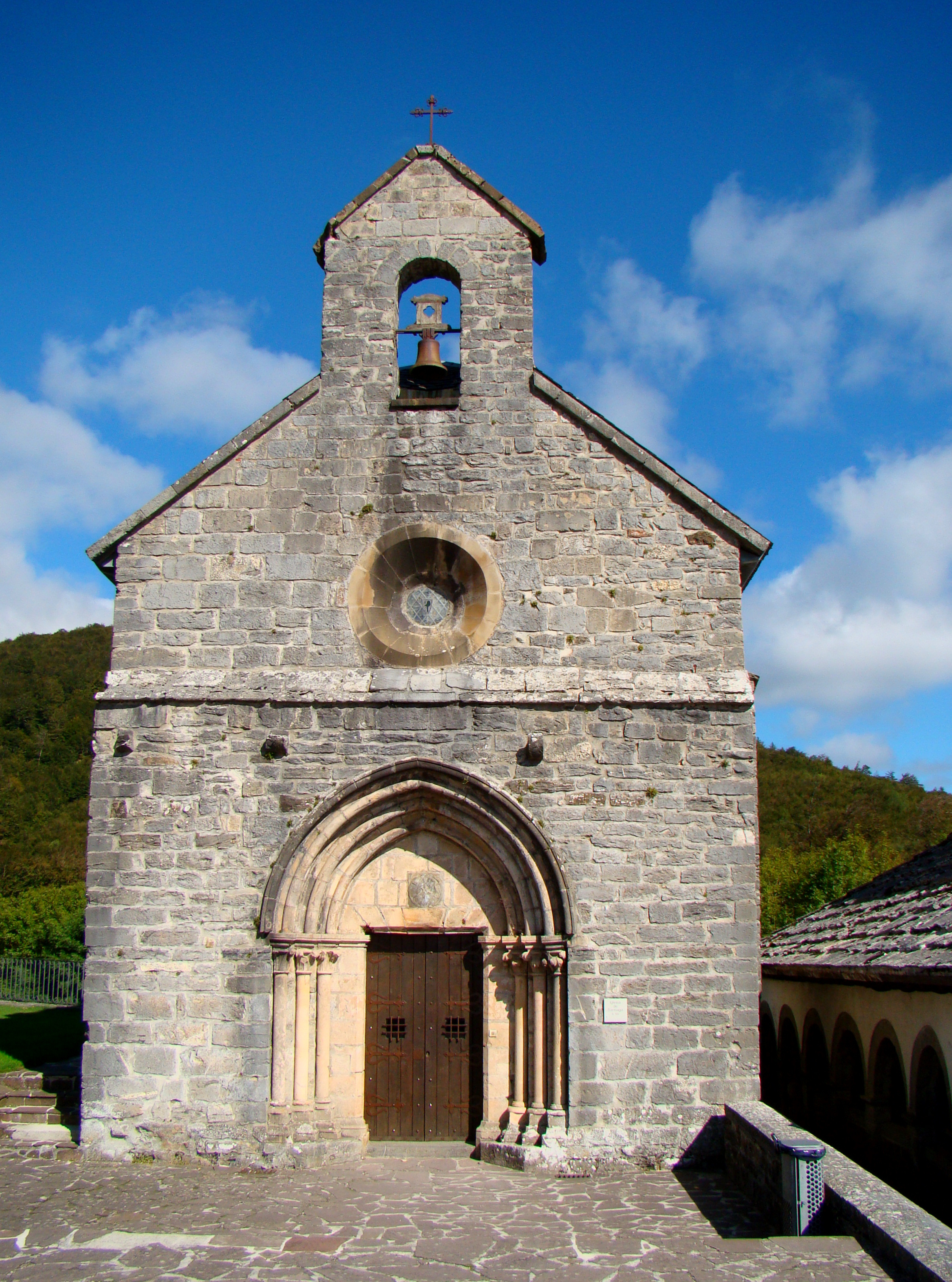
Chapelle Santiago
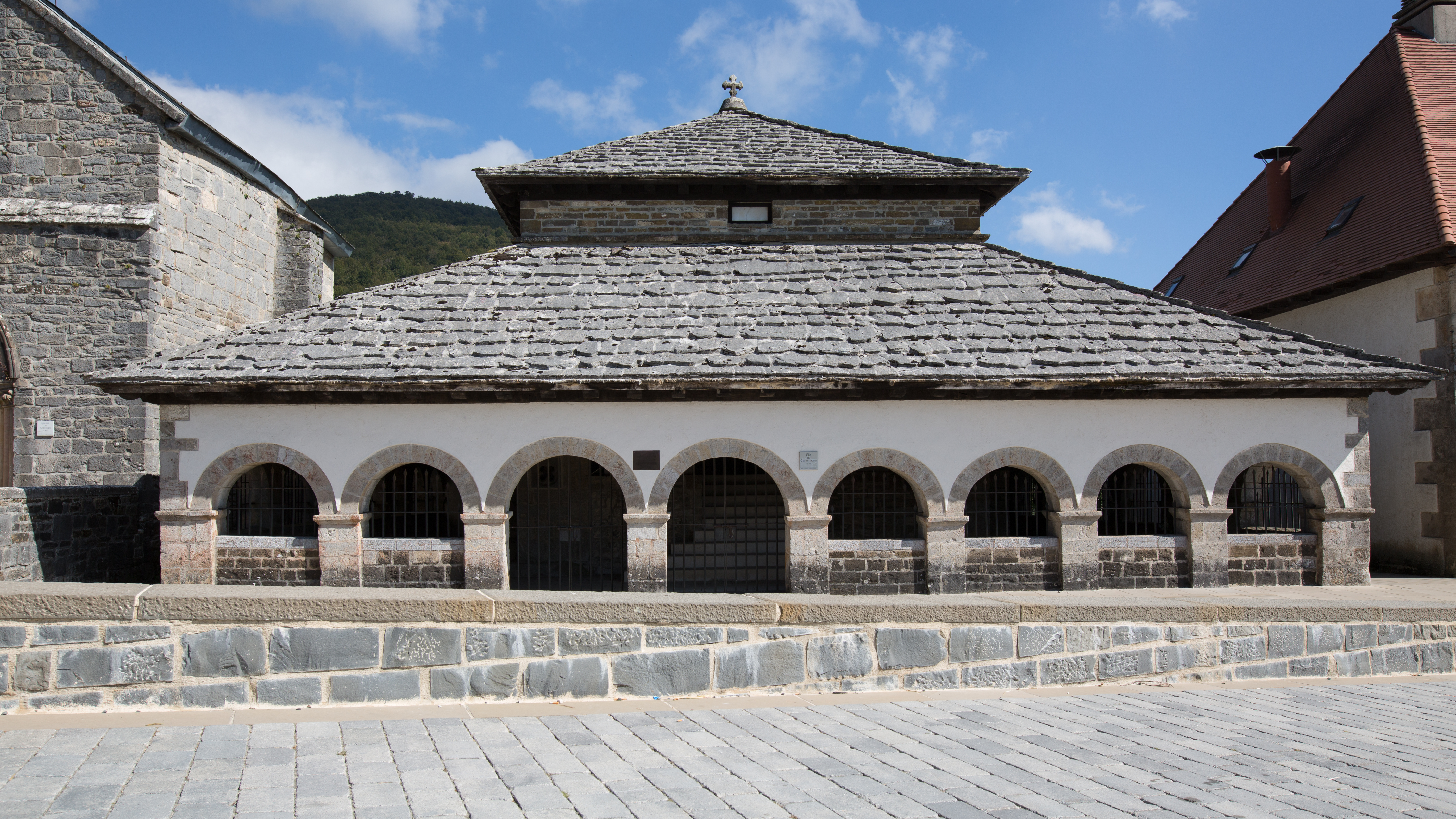
Sépulcre
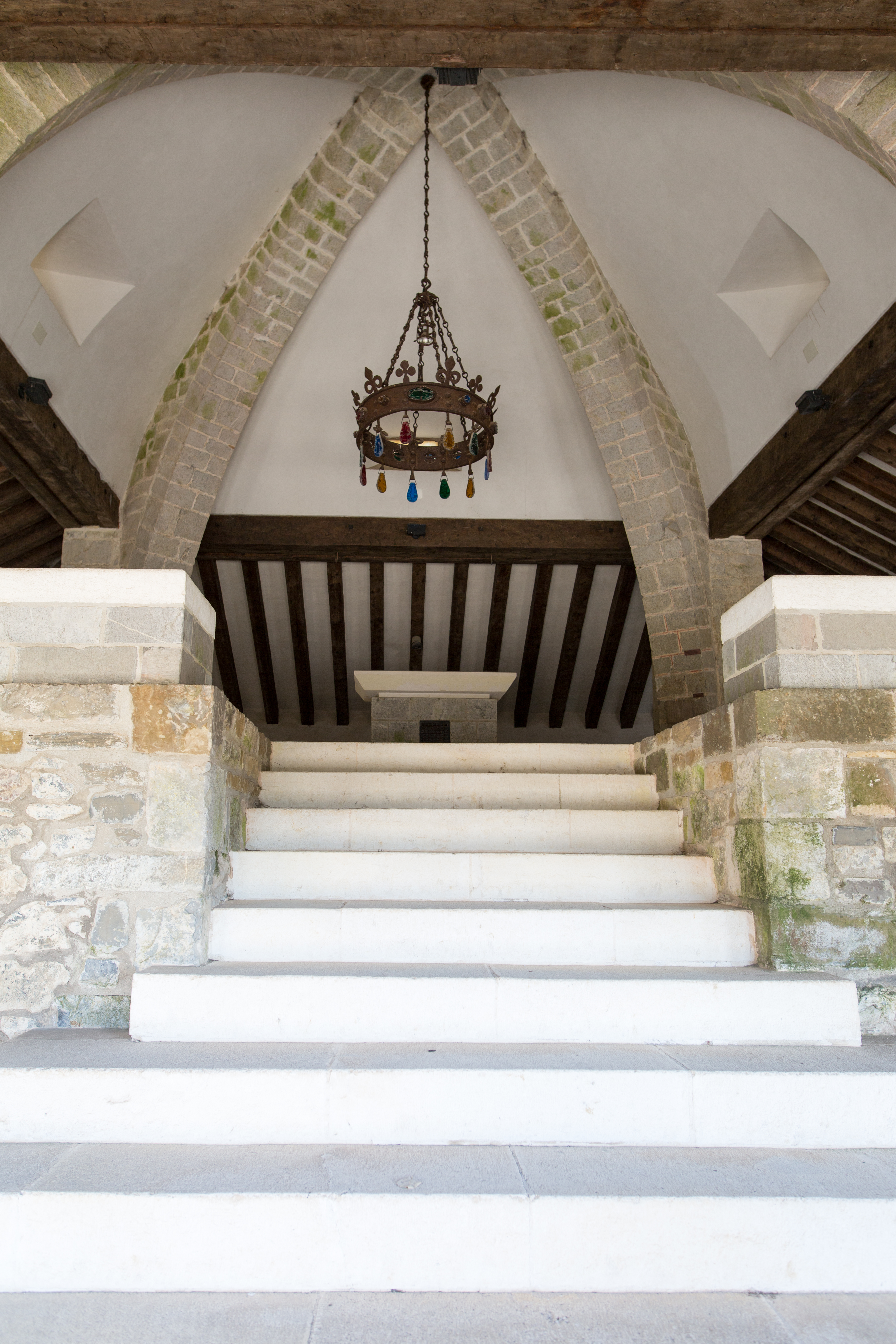
Chapelle Sancti Spiritus